# 彎鰭牙漢魚
彎鰭牙漢魚，為輻鰭魚綱銀漢魚目擬銀漢魚科的其中一種，分布於南美洲烏拉圭河、黑河、拉布拉他河及Mirim湖流域，為温帶淡水魚，棲息在底中層水域，生活習性不明。